# 쇼치쿠 로빈스
쇼치쿠 로빈스(일본어: 松竹ロビンス 쇼치쿠로빈스[*], 영어: Shochiku Robins)는 1936년부터 1952년까지 17년간 존재했던 일본 프로 야구의 센트럴 리그 소속 구단이다.
다이요 웨일스와 대등 합병해 다이요 쇼치쿠 로빈스가 되었으나 합병 당시에 모회사였던 쇼치쿠가 구단 경영에서 철수했기 때문에 실질적으로는 다이요 웨일스에 흡수 합병되어 소멸된 구단의 대우를 받고 있다.

## 구단의 역사

### 전쟁 이전
시조는 1936년에 결성된 대도쿄군(大東京軍)으로 모회사는 신 아이치 신문(현 주부니혼 신문)의 산하에 있는 고쿠민 신문이었다. 신 아이치의 주필인 다나카 히토시가 나고야군과 함께 자체로 '대일본 야구 연맹'이라는 프로 리그 결성을 기획해 회사 이름은 '주식회사 대일본 야구 연맹 도쿄 협회'가 되었으나 리그 구상은 좌절되었고 쇼리키 마쓰타로에 의해 구상된 일본 직업 야구 연맹에 나고야군과 함께 가입했다. 구단 회장은 전 경시총감이었던 미야타 미쓰오가 취임했고 미야타의 지명 아래 스즈키 류지가 구단 대표가 되었다. 전후에도 오랫동안 프로 야구 계의 요직을 맡은 스즈키가 프로 야구와 관계를 가진 것은 이것이 계기가 된 것이다.
자금난으로 경영이 어려워지자 같은 해에 고니시 도쿠로의 중개로 교도 인쇄의 다하시 마쓰오의 손에 넘어갔다. 그러나 다하시는 재벌의 아들로 인쇄업 이외의 곳에 돈을 쓰기에는 아버지의 눈이 있어 부인의 자매였던 오사카에서 섬유 무역 회사인 다무라 고마 상점(1943년 다무라 고마으로 개칭)을 경영하는 다무라 고마지로를 경영에 참여시켰다. 다하시는 '대도쿄군'이라는 이름으로는 스폰서와의 타이 업이 불가능하다는 것을 깨닫고 1937년 8월에 '라이온 치약 본점'의 이름으로 경영을 하고 있던 고바야시 상점(현재의 라이온)을 스폰서로 맞이해 구단명을 라이온군(ライオン軍)이 되었다. 다하시는 '대도쿄군의 스폰서 후보는 적극적으로 신문 광고를 넣고 있는 회사가 좋다'고 생각해 라이온 치약 본점 이외에도 아지노모토, 와카모토 제약, 오미 형제사를 후보로 추렸다. 그러나 "유니폼에 'LION'을 넣는 것으로 좋다"고 말한 라이온 치약 본점 이외에는 모두 자사 제품의 이름을 넣어줄 것을 요구했기 때문에 결국 라이온 치약 본점이 스폰서로 낙점되었다.
다하시는 부모의 손에서 적극적으로 움직이지 못했고, 다무라 쪽이 돈을 자유롭게 사용할 수 있기도 해서 같은 해 가을에 팀을 다무라에게 양도해 팀을 오사카로 이전했다.
다무라는 다무라 고마의 지역인 간사이 지역의 인기 구단인 오사카 타이거스를 향해 대전한다는 의미에서 라이온군의 이름을 마음들어 했으나 1940년 시즌 도중에 구단 이름을 일본어화하는 것이 이사회에서 결정되어 개칭을 재촉받았다. 라이온군은 스폰서인 고바야시 상점에서 상당한 재정 지원을 받고(당시 선수 연봉의 절반이 고바야시 상점에서 자금 지원으로 지불되었다) 있었기 때문에 팀 이름의 개칭은 스폰서 해지에 구단 경영에까지 지장을 초래할 수 있었다. 각 구단이 시즌을 진행하면서 구단 이름을 변경하는 가운데 라이온군은 "라이온은 일본어이다"라고 주장하며 명칭을 바꾸지 않고 시즌을 마쳤다. 하지만 결국 1941년에 아사히군(朝日軍)으로 개칭하게 되면서 고바야시 상점과의 후원 계약은 종료가 되었다(전후 니시테쓰 라이온스가 탄생했으나 위의 라이온군과는 직접적인 관계도 없으며 회사 라이온도 경영에 참여하지 않고 구단 노래를 증정했다). 스즈키 류지는 1941년 도중 연맹의 이사장으로 취임했기 때문에 아사히군에서 물러났다.
다무라가 팀을 맡아 팬도 늘어나고 경영 상태도 이전보다 호전되었으나 "그래도 상당히 가지고 나왔다"고 다무라 고마의 연혁에 기록되어 있다.

### 전쟁 이후
다무라는 전쟁 중에 팀을 나라현 고세시(당시에는 고세 정)의 산하 군수 공장으로 피난시켜 공장장인 하시모토 사부로에게 맡기고 있었다. 그러나 종전 후 하시모토는 다무라에게서 연락이 없었다는 이유로 독단으로 팀을 '골드 스타'로 바꾸어 일본 야구 연맹에 가입을 신청했다. 다무라는 강하게 반발했지만 스즈키 류지의 설득으로 새로운 팀을 만들게 되었다.
다음 해인 1946년 구단 이름을 퍼시픽(パシフィック)으로 바꾸어 리그에 복귀했다(당시 회사 이름은 아사히 야구 클럽(朝日野球倶楽部)). 애칭은 '다이헤이'(太平)로 이 때문에 다이헤이 퍼시픽(太平パシフィック)이라고도 했다. 1947년 닉네임의 도입으로 구단명을 다시 타이요 로빈스(太陽ロビンス)로 바꾸었다. '타이요'는 다무라 고마가 한때 제조 판매의 일체를 목표로 설립한 자회사 '타이요 레이온'에서, '로빈스'는 오너인 다무라의 이름 중 '고마'에서 '고마도리 = 로빈스'를 연상해 나오게 된 것이다. 또한 1948년에 '야구는 점을 가지고 있으면 안 된다', '야구 선수는 살찌면 안 된다'와 같은 다무라의 생각에서 '타이요'에서 점을 하나 뺀 다이요 로빈스(大陽ロビンス)로 구단 이름을 바꾸며 마이너 체인지했다. 그 때 다무라는 오사카 시내에 구장을 가진 구단이 없다는 것에 주목해 기타구의 다마에바시에 있는 간사이 스모 협회의 토지를 매입해 홈구장을 건설하는 계획을 구상했다. 그러나 이 방안에 대해서는 오사카 타이거스와 한큐 브레이브스가 터미널이 있는 우메다 근처의 팬들을 빼앗긴다고 하여 반발했다. 또한 난카이 호크스가 난바에 구장을 만들 구상을 밝히고 한신과 한큐가 이를 지지했다. 일본 야구 연맹은 양측의 예정지를 시찰한 후 난카이의 난바 구장 방안을 채택하며 다무라의 다마에바시 구장 방안은 백지화되었다. 그래도 다무라는 "만약 난카이가 난바에 1년 이내로 구장을 건설하지 못하면 나의 손으로 직접 구장을 만들겠다"고 주장했다. 난카이는 8개월의 돌관공사로 오사카 구장을 건설했다.

## 팀의 특징
- 1936년에는 춘계, 하계, 추계의 3시즌 제였는데 대도쿄군은 5승 34패 3무의 성적을 남기는 중에 연승을 한 번도 하지 못했다. 연중 연승이 없었던 것은 쇼치쿠가 유일하며 승률은 .126에 불과했다. 그러나 이 해에는 지역마다 열린 리그와 토너먼트가 엉망진창이었기 때문에 1시즌의 승률로 계산하지 않는다.
- 또한 1936년 9월 28일부터 11월 22일까지 16연패를 기록했다. 이는 1리그 시대의 최다 연패 기록인데 이 기록은 1970년 야쿠르트 아톰스가 타이를 기록했을 뿐 1998년 퍼시픽 리그의 지바 롯데 마린스가 18연패를 기록하며 일본 프로 야구 기록을 경신할 때까지 62년간 깨지지 않았던 기록이다.
- 전쟁 이전과 중간에는 쓰보우치 미치노리, 기도 가즈오, 곤도 히사시 등이 분투했으나 선수층이 얇아 성적이 좋지 않았고, 하야시 야스오의 혹사는 당시 최고에 이르렀다. 고즈루 마코토, 이와모토 요시유키, 오오카 도라오, 가나야마 지로 등은 '수소 폭탄 타선'이라는 별명을 얻었다. 득점력이 발군이었던 타선에 사나다 주조나 오시마 노부오의 좋은 투수를 보유했던 1950년에 우승을 거두었지만 이외에는 좋은 성적을 내지 못했다.
- 1946년에는 몰수 경기를 4차례나 당하기도 했다.
- 다이요와 합병 이후인 1953년 시즌은 운영 회사의 통합이 늦어져 쇼치쿠 로빈스를 운영하는 시모노세키시의 다이요 구단과 본 팀의 운영 회사인 쇼치쿠 구단(교토)가 한 팀을 운영하는 변칙적인 방식을 이용했으며 선수의 연봉도 구 다이요 측, 구 쇼치쿠 측으로 별도로 지급되고 있었다. 시즌 이후 간신히 합병이 완료되었다(대등 합병의 형식으로 다이요 쇼치쿠 구단이 설립되었다).

## 팀 성적·기록
- 리그 우승 : 1회(1950년)
- A클래스 : 3회(1942년 ~ 1943년, 1950년)※
- B클래스 : 14회(1937년 춘계 ~ 1941년, 1944년 ~ 1949년, 1951년 ~ 1952년)
- 최다 승리 : 98승(1950년)
- 최다 패배 : 84패(1952년)
- 최다 무승부 : 7무(1943년)
- 최고 승률 : .737(1950년)
- 최저 승률 : .192(1936년 추계)
- 통산 성적 : 647승 896패 57무

※ 본래대로라면 A클래스가 4팀이지만 1942년에는 쇼치쿠가 한큐군과 동률로 4위를 차지해 A클래스가 5팀이 되었다.

## 기타 기록
- 최소 경기 차이 : 11경기(1938년 추계, 1943년)
- 최대 경기 차이 : 50경기(1940년)
- 최다 홈런 : 179개(1950년)
- 최소 홈런 : 0개(1936년 가을)
- 최고 타율 : .287(1950년)
- 최저 타율 : .187(1940년)
- 최고 평균 자책점 : 1.41(1942년)
- 최저 방어율 : 4.59(1949년)

## 역대 감독
- 나가이 다케오(1936년 춘계 도중)
- 이토 가쓰조(1936년 춘계 도중 ~ 1936년 추계 도중)
- 고니시 도쿠로(1936년 추계 도중 ~ 1938년 춘계, 1950년)
- 다카다 가쓰오(1938년 추계 ~ 1940년)
- 다케우치 요시카즈(1941년 ~ 1943년)
- 쓰보우치 미치노리(1944년)
- 후지모토 사다요시(1946년 ~ 1947년)
- 하세가와 노부요시(1948년)
- 이시모토 슈이치(1949년)
- 닛타 교이치(1951년 ~ 1952년)

## 역대 홈구장
- 스자키 구장(1936년 ~ 1947년)
- 한큐 니시노미야 스타디움(1948년 ~ 1949년)※당시 보호 지역은 교토
- 기누가사 구장(1949년 ~ 1952년)※1951년부터는 실질적으로 오사카 구장을 홈구장으로 사용했다.